# Nissi (Strand)
Nissi (griechisch Παραλία Νησί Paralia Nisi, türkisch Nissi Plajı, auch unter der englischen Bezeichnung Nissi Beach bekannt) ist ein Strand bei Agia Napa im Bezirk Famagusta auf der Mittelmeerinsel Zypern.

## Beschreibung
Der Strand erstreckt sich auf circa 500 m in einer eigenen Bucht, die durch die kleine Insel Nissi geschützt ist. Die Insel liegt nahe an der Küste und lässt sich durch das an dieser Stelle sehr flache Wasser zu Fuß erreichen. Der Strand erfüllt die Kriterien der Blauen Flagge und wurde mit dieser ausgezeichnet.
Um die Bucht herum gibt es mehrere Hotels und Bars, von denen Liegen bereitgestellt werden. In den Sommermonaten sorgen DJs in den Bars für Musik, außerdem werden Partys wie Schaumpartys veranstaltet. Deshalb zieht der Strand vor allem jüngere Partytouristen an. Möglichkeiten für Wassersport werden ebenfalls angeboten.

## Geschichte
Bei Unterwasseruntersuchungen vor der Küste des Nissi Beachs wurden Relikte aus vor-neolithischer Zeit gefunden. Die Funde deuten darauf hin, dass die Gegend um den Strand und die Fundstelle Aspros im Westen Zyperns die ersten von Menschen bewohnten Gebiete der Insel sein könnten. Weil der Meeresspiegel vor über 10.000 Jahren tiefer lag, könnten noch weitere archäologische Funde in größeren Wassertiefen vor der Küste gemacht werden.